# مت بری
مت بری (انگلیسی: Matt Berry؛ زادهٔ ۲ مهٔ ۱۹۷۴) هنرپیشه، نویسنده و صداپیشه اهل بریتانیا است. وی از سال ۱۹۹۸ میلادی تاکنون مشغول فعالیت بوده‌است.
از فیلم‌ها یا برنامه‌های تلویزیونی که وی در آن نقش داشته‌است می‌توان به ماه، یک روز، گروه آی‌تی، سفیدبرفی و شکارچی، و فیلم باب‌اسفنجی: اسفنج بیرون از آب اشاره کرد.